# Zalew Lubianka
Zalew Lubianka – sztuczny zbiornik wodny utworzony na rzece Lubianka w południowej części Starachowic, na Lubiance – pomiędzy ulicami Południową, Szydłowskiego, Strugową i Letnią. W 2022 roku obiektowi nadano imię Władysława Wagnera, w związku z 110 rocznicą urodzin związanego z miastem żeglarza. 
Zbiornik Lubianka powstał w latach 80. XX w., poprzez wybudowanie zapory czołowej ziemnej z jazem przelewowym i ukształtowanie niecki o powierzchni 48,3 ha. Spiętrzona woda przelewa się przez betonowy lej. Spust wody następuje poprzez otwarcie dwóch zaworów dennych.
Zbiornik Lubianka znajduje się w granicach otuliny Sieradowickiego Parku Krajobrazowego. Pełni funkcję rekreacyjną, zarządzany jest przez MOSiR w Starachowicach. Posiada kąpielisko strzeżone (woda podlega badaniu czystości), wypożyczalnię rekreacyjnego sprzętu wodnego czynną w sezonie letnim.

Na cyplu od strony Michałowa Hufiec ZHP Starachowice posiada dobrze wyposażony Harcerski Ośrodek Obozowy.

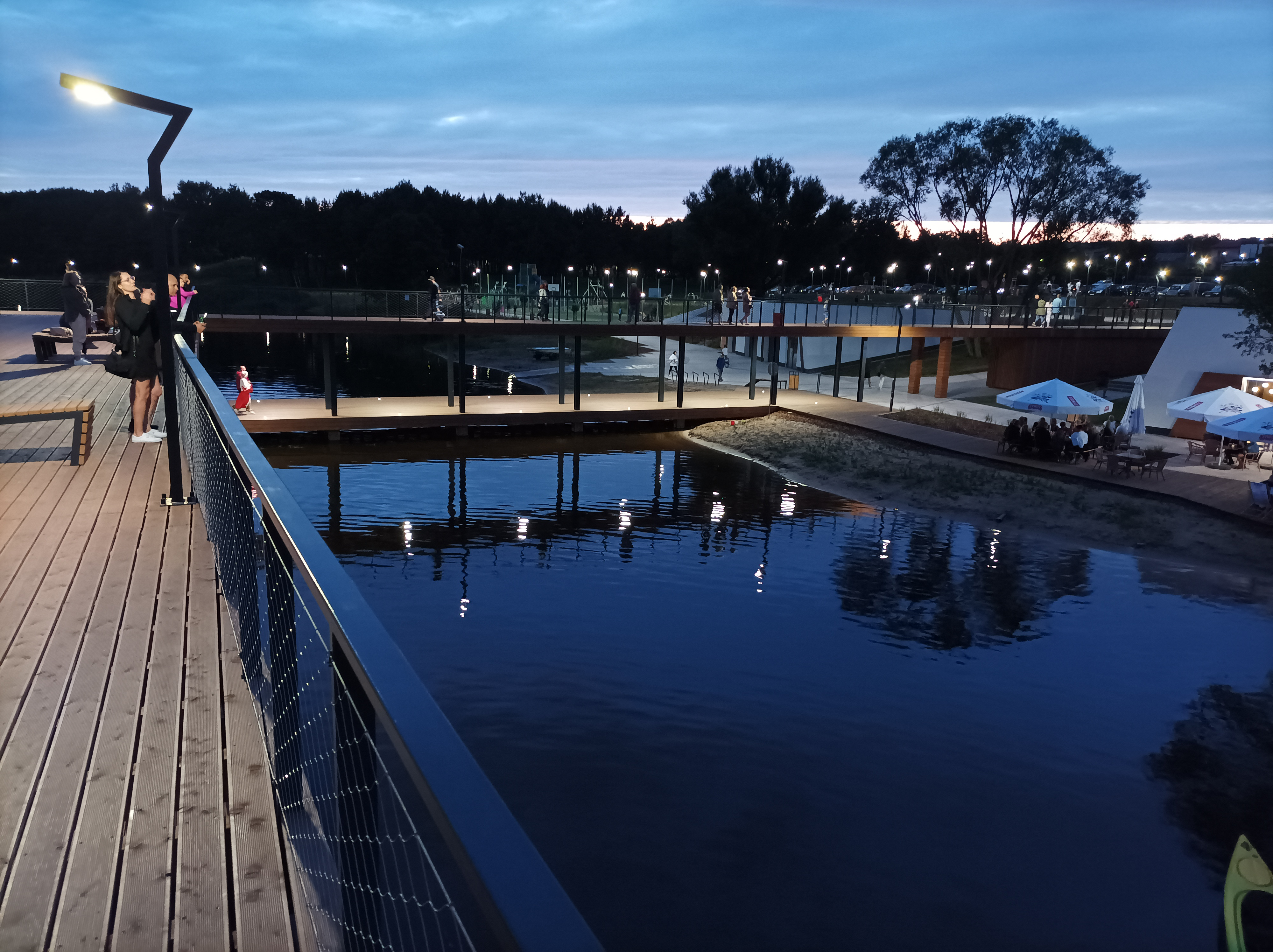
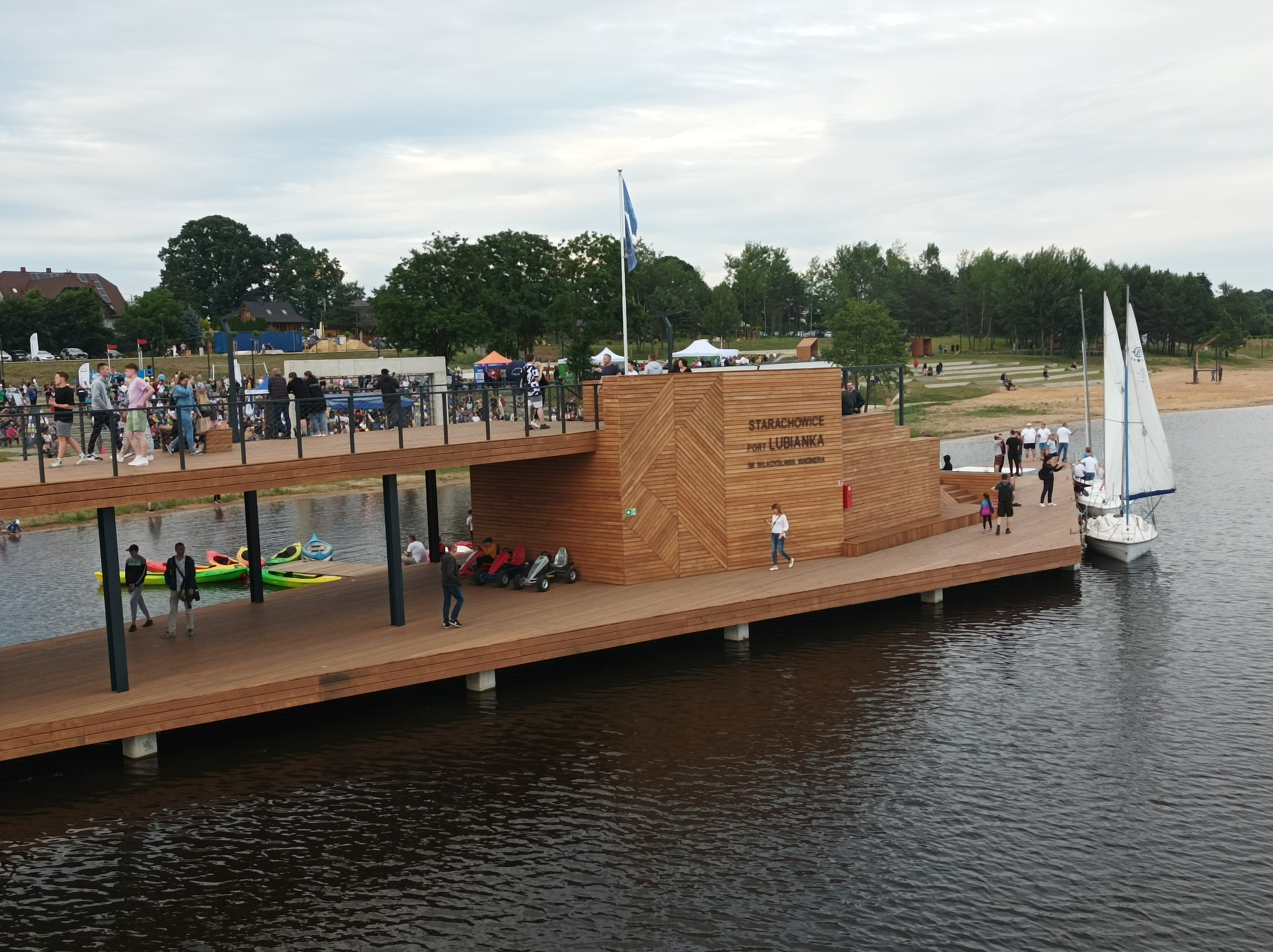
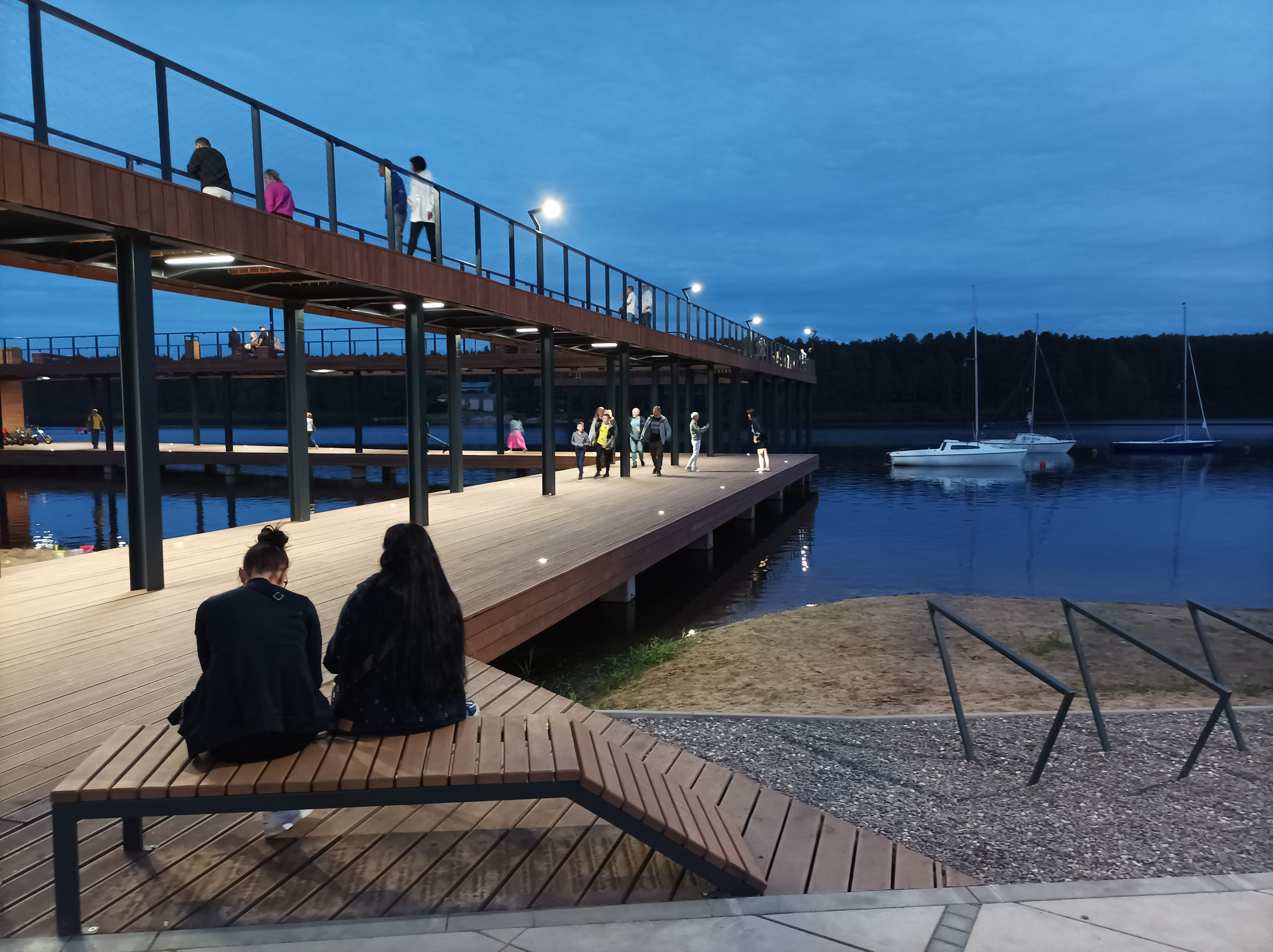
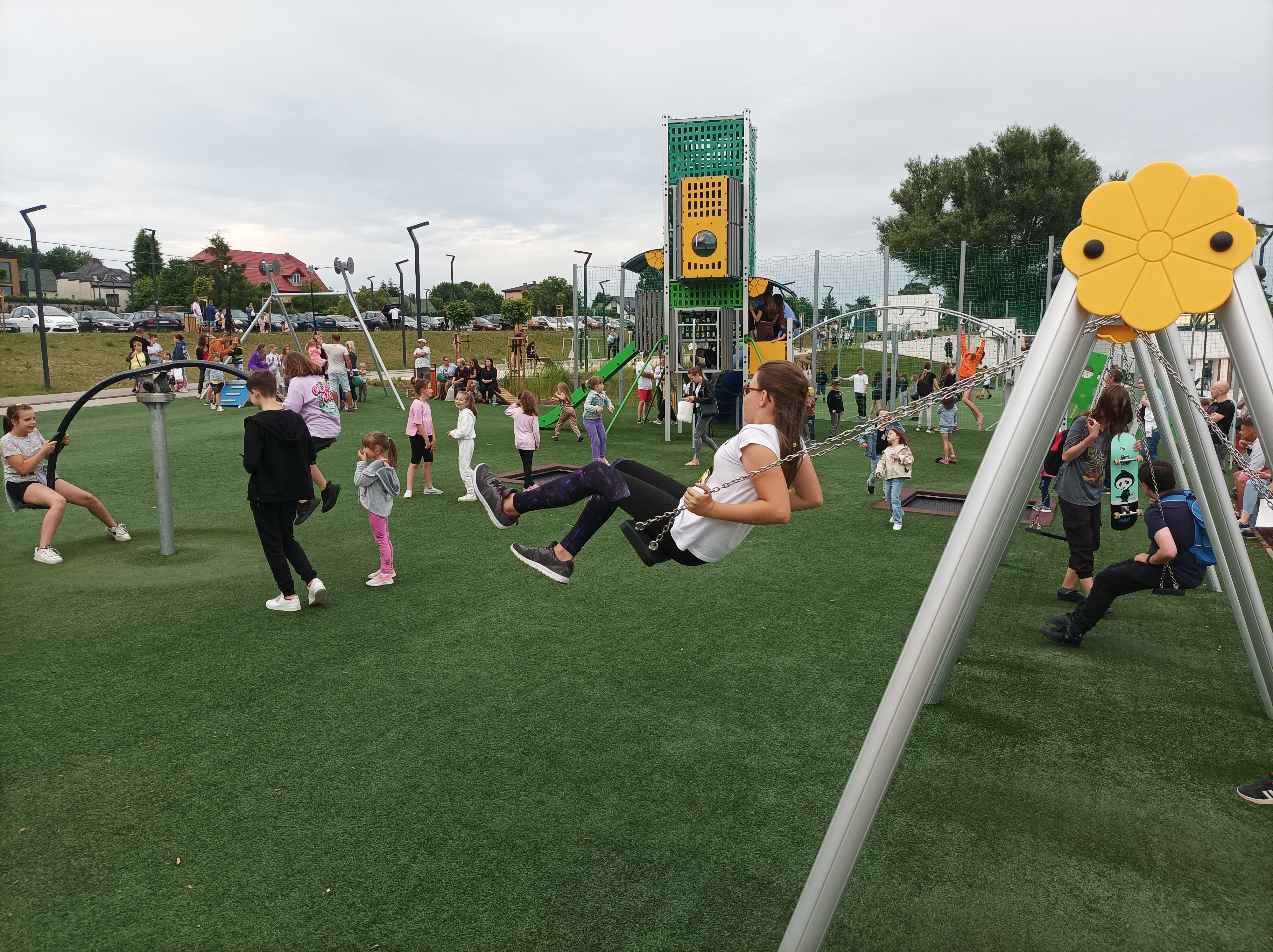
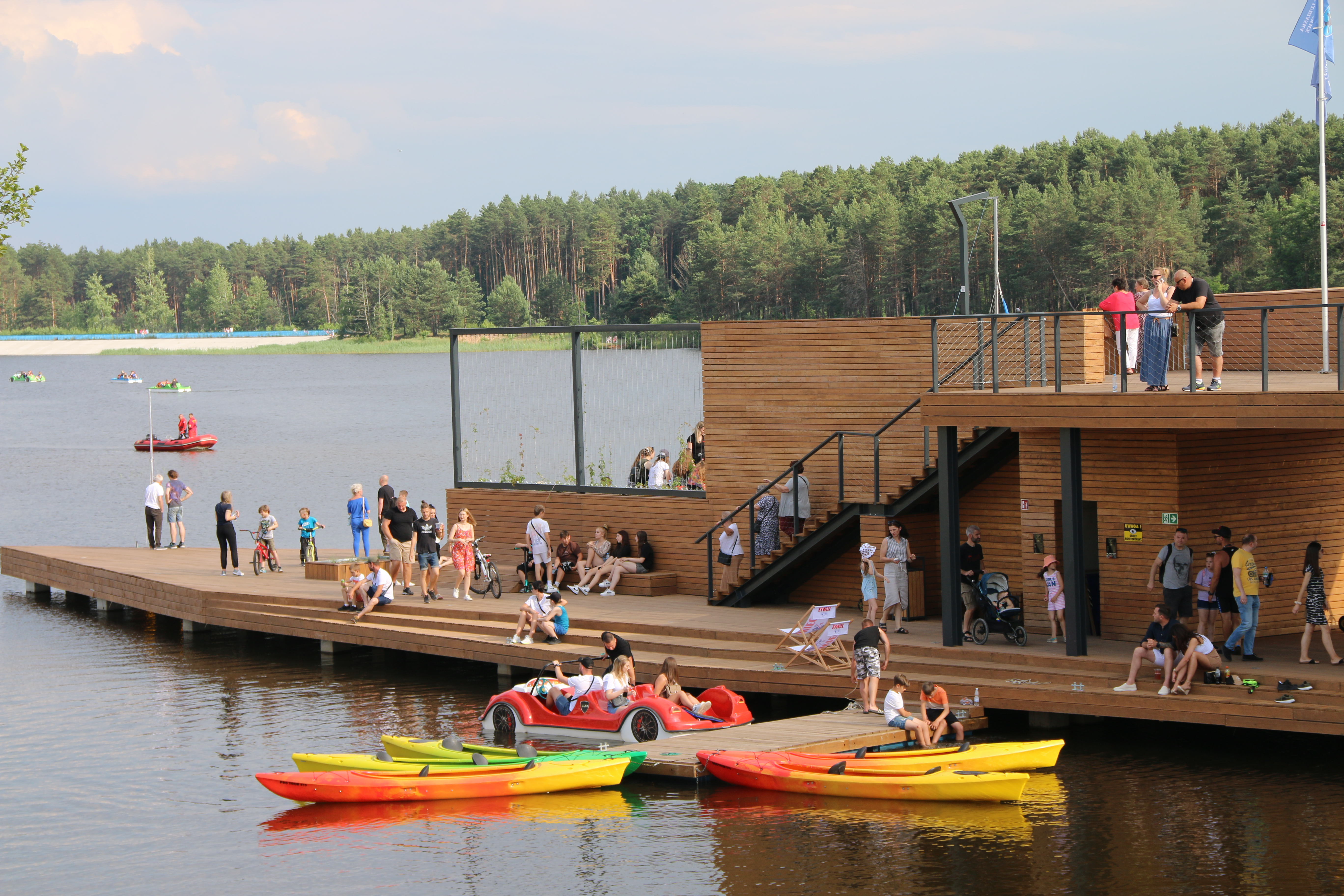
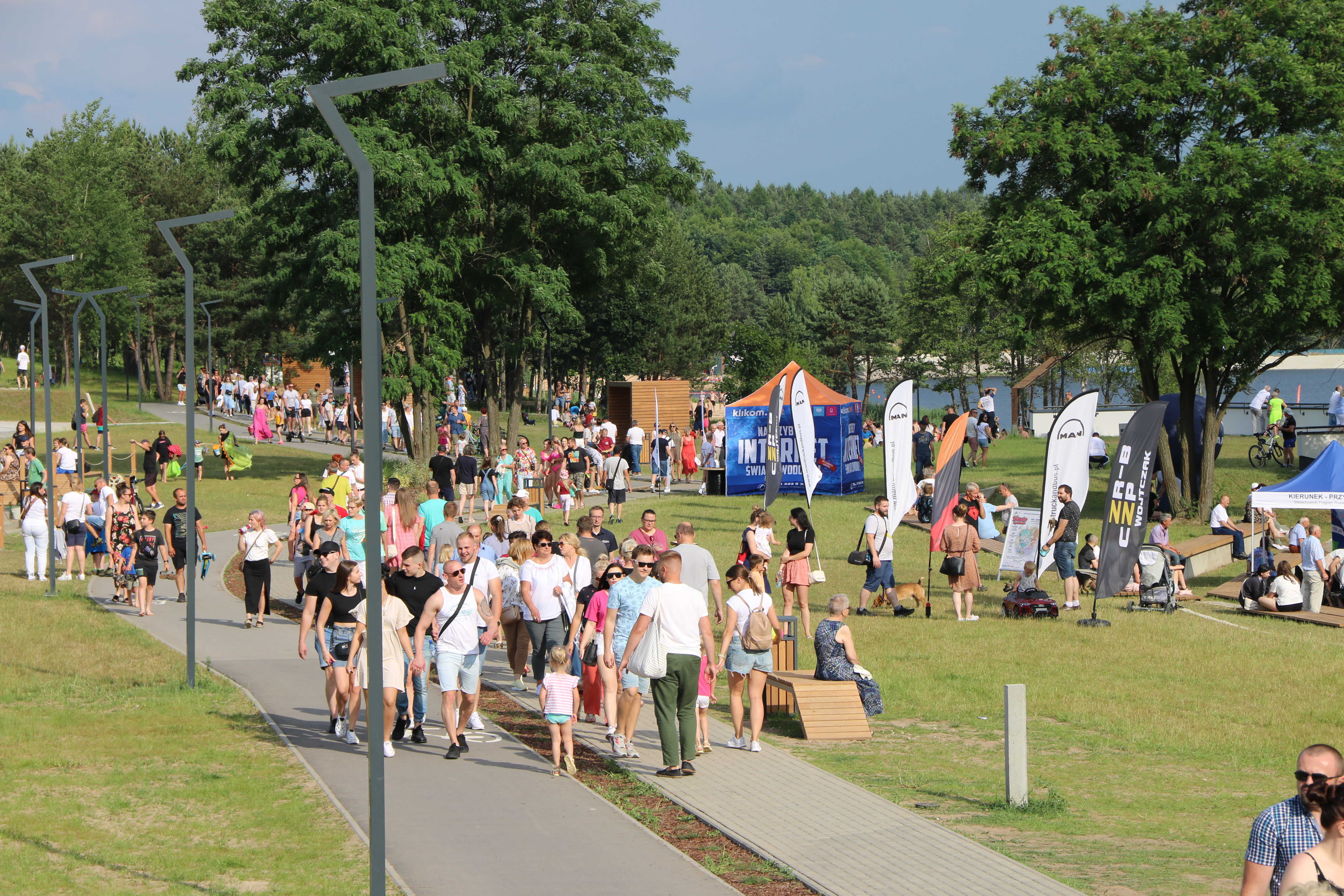
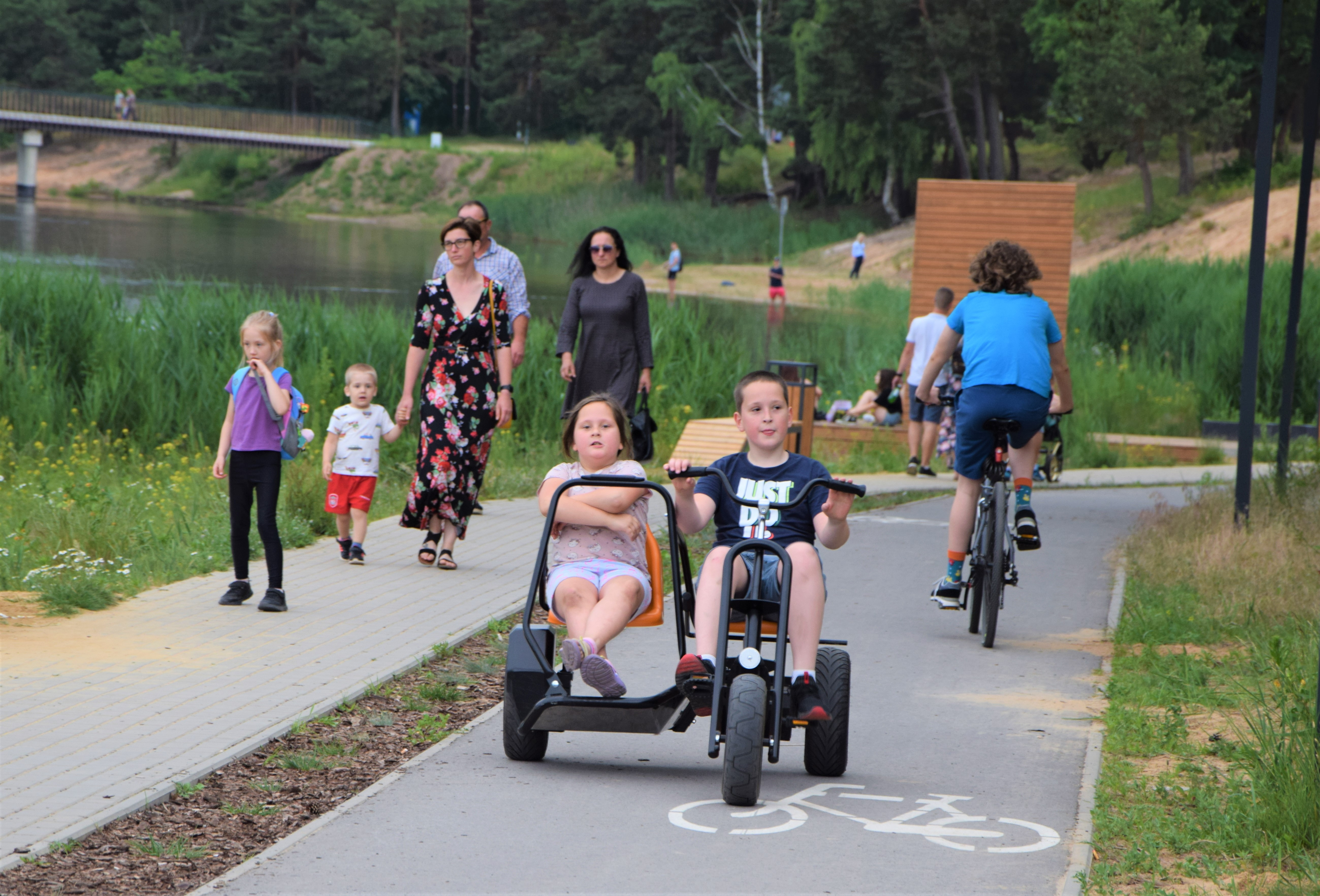
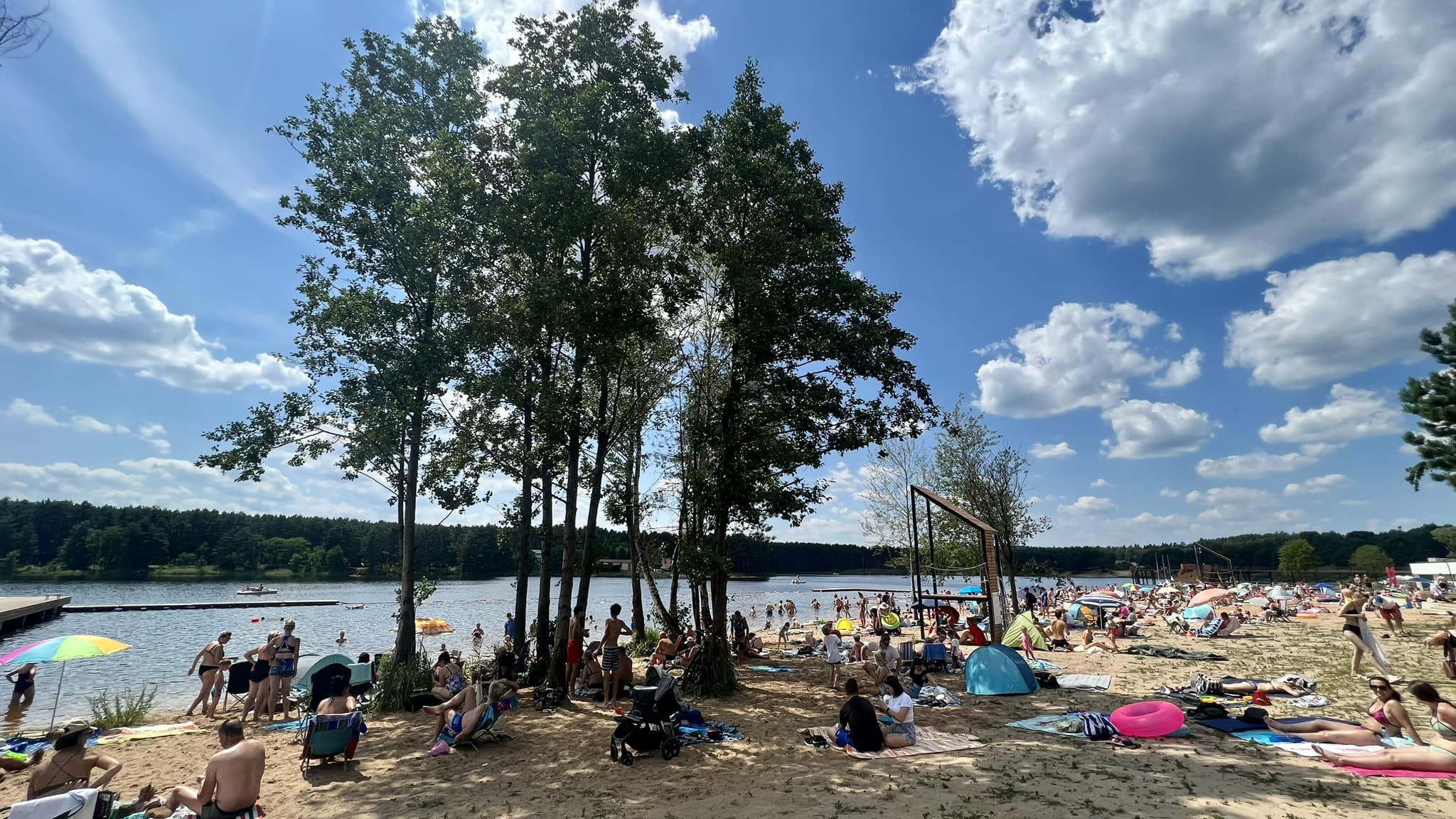
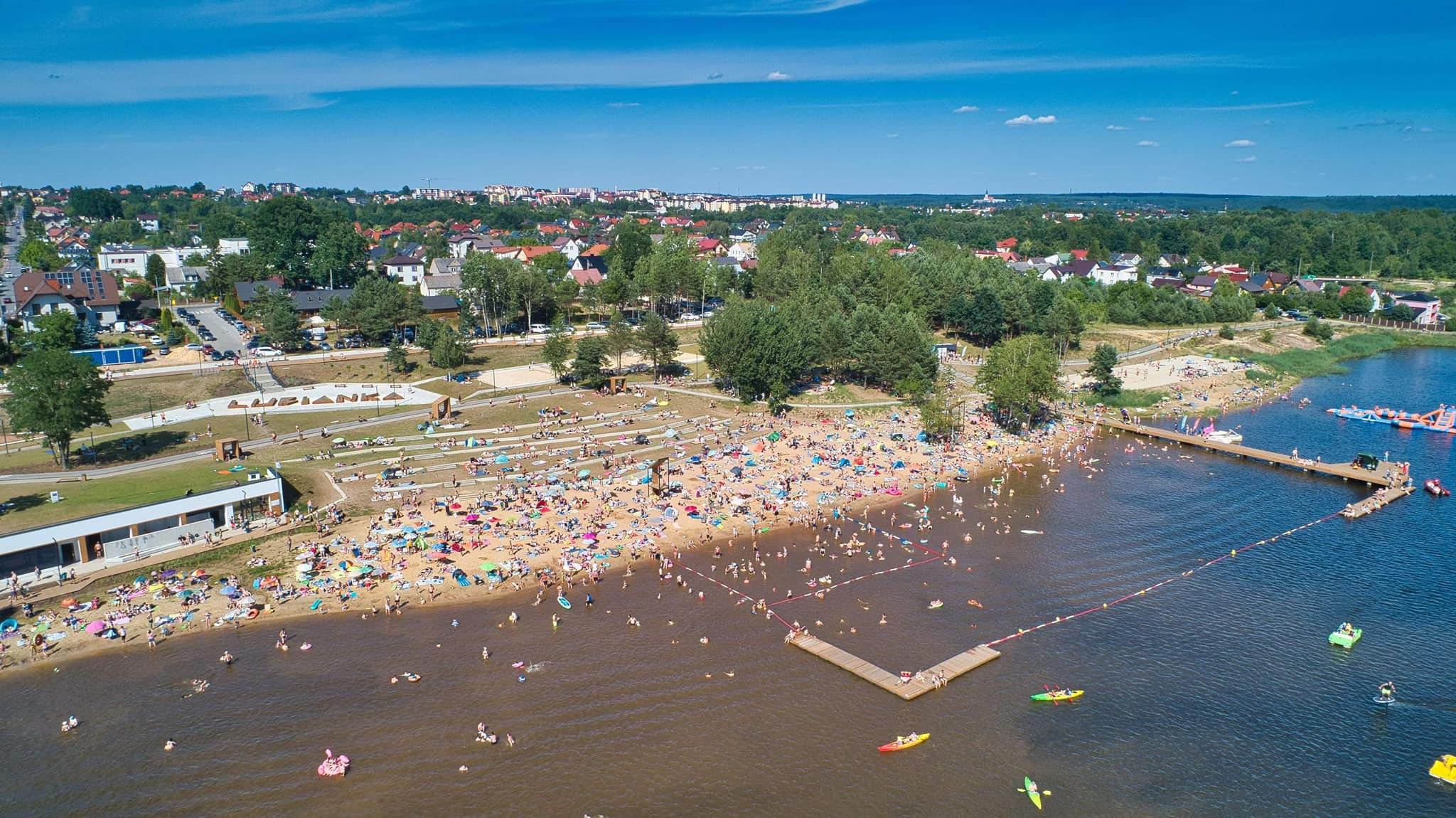
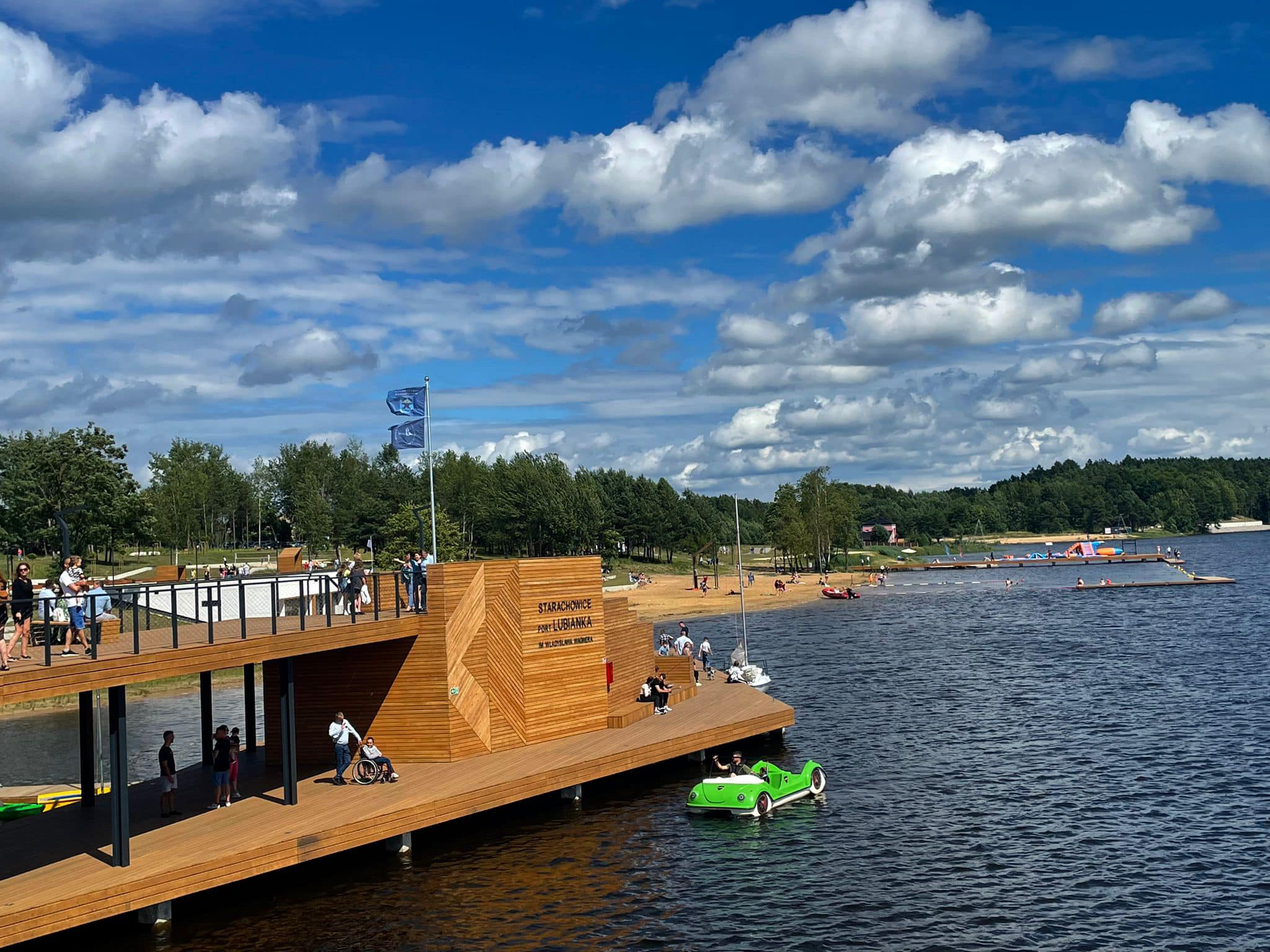